# Aron Sigurðarson
Aron Sigurðarson (Reykjavík, 8 ottobre 1993) è un calciatore ed ex giocatore di calcio a 5 islandese, centrocampista del KR Reykjavík.

## Carriera

### Club
Sigurðarson ha iniziato la carriera con la maglia del Fjölnir. Ha esordito in squadra il 4 settembre 2010, subentrando ad Einar Einarsson nella vittoria per 2-1 sul Fjarðabyggð. Il 20 agosto 2011 ha segnato la prima rete, nella vittoria per 0-2 sul Grótta. Ha contribuito alla vittoria finale del campionato 2013.
Il 4 maggio 2014 ha debuttato così nell'Úrvalsdeild, sostituendo Christopher Tsonis nella vittoria per 3-0 sul Víkingur. Il 15 giugno ha segnato la prima rete, nella sconfitta interna per 1-4 sul Fram Reykjavík. Ha totalizzato 94 presenze e 20 reti in campionato, dal 2010 al 2015.
Il 19 gennaio 2016, i norvegesi del Tromsø hanno annunciato sul proprio sito che Sigurðarson si era unito al resto della squadra per sostenere un provino con il club, nell'ottica di un possibile ingaggio. Il 12 febbraio, il Tromsø ha effettivamente tesserato il calciatore, che si è legato alla nuova squadra con un contratto triennale. Ha esordito in Eliteserien in data 13 marzo, schierato titolare nel pareggio per 1-1 arrivato sul campo del Molde: è stato autore della rete in favore della sua squadra. Sigurðarson è rimasto in forza al Tromsø per un biennio, totalizzando 50 presenze e 7 gol tra tutte le competizioni.
Il 26 febbraio 2018, Tromsø e Start hanno trovato un accordo per il trasferimento di Sigurðarson in quest'ultimo club, soggetto al raggiungimento delle condizioni personali del contratto e al buon esito delle visite mediche di rito. Il giorno seguente, Sigurðarson ha ufficialmente firmato per lo Start, legandosi per i successivi quattro anni.
Il 16 dicembre 2019, Sigurðarson si è trasferito a Bruxelles, alla Royale Union Saint-Gilloise, squadra militante nella Division 1B (il campionato belga di seconda divisione), con un contratto di due anni e mezzo più un'opzione sui due anni successivi.
Il 9 agosto 2021 viene ceduto all'Horsens.

### Nazionale
Sigurðarson ha giocato una partita per l'Islanda under 21. Il 5 giugno 2014, infatti, è stato schierato titolare nell'amichevole persa per 0-2 contro la Svezia.
Il 25 gennaio 2016 è stato convocato per la prima volta in Nazionale maggiore dai commissari tecnici Heimir Hallgrímsson e Lars Lagerbäck in vista di una partita amichevole contro gli Stati Uniti da disputarsi a Carson. Il 31 gennaio è stato così schierato titolare nella sconfitta per 3-2 contro la formazione statunitense, in cui ha segnato una delle reti in favore della sua squadra.
Ha giocato anche una partita per la nazionale maschile di calcio a 5 dell'Islanda.

## Statistiche

### Presenze e reti nei club
Statistiche aggiornate al 27 febbraio 2018.
| Stagione       | Club           | Campionato     | Campionato | Campionato | Coppe nazionali | Coppe nazionali | Coppe nazionali | Coppe continentali | Coppe continentali | Coppe continentali | Supercoppe | Supercoppe | Supercoppe | Totale | Totale |
| Stagione       | Club           | Comp           | Pres       | Reti       | Comp            | Pres            | Reti            | Comp               | Pres               | Reti               | Comp       | Pres       | Reti       | Pres   | Reti   |
| -------------- | -------------- | -------------- | ---------- | ---------- | --------------- | --------------- | --------------- | ------------------ | ------------------ | ------------------ | ---------- | ---------- | ---------- | ------ | ------ |
| 2010           | Fjölnir        | 1D             | 3          | 0          | CI+CdL          | ?               | ?               | -                  | -                  | -                  | -          | -          | -          | 3+     | 0+     |
| 2011           | Fjölnir        | 1D             | 15         | 1          | CI+CdL          | ?               | ?               | -                  | -                  | -                  | -          | -          | -          | 15+    | 1+     |
| 2012           | Fjölnir        | 1D             | 14         | 0          | CI+CdL          | ?               | ?               | -                  | -                  | -                  | -          | -          | -          | 14+    | 0+     |
| 2013           | Fjölnir        | 1D             | 22         | 10         | CI+CdL          | ?               | ?               | -                  | -                  | -                  | -          | -          | -          | 22+    | 10+    |
| 2014           | Fjölnir        | UD             | 18         | 3          | CI+CdL          | ?               | ?               | -                  | -                  | -                  | -          | -          | -          | 18+    | 3+     |
| 2015           | Fjölnir        | UD             | 22         | 6          | CI+CdL          | ?               | ?               | -                  | -                  | -                  | -          | -          | -          | 22+    | 6+     |
| Totale Fjölnir | Totale Fjölnir | Totale Fjölnir | 94         | 20         |                 | ?               | ?               |                    | -                  | -                  |            | -          | -          | 94+    | 20+    |
| 2016           | Tromsø         | ES             | 24         | 3          | CN              | 3               | 0               | -                  | -                  | -                  | -          | -          | -          | 27     | 3      |
| 2017           | Tromsø         | ES             | 21         | 3          | CN              | 2               | 1               | -                  | -                  | -                  | -          | -          | -          | 23     | 4      |
| Totale Tromsø  | Totale Tromsø  | Totale Tromsø  | 45         | 6          |                 | 5               | 1               |                    | -                  | -                  |            | -          | -          | 50     | 7      |
| 2018           | Start          | ES             | 17         | 1          | CN              | 4               | 3               | -                  | -                  | -                  | -          | -          | -          | 21     | 4      |
| 2019           | Start          | 1D             | 29+3       | 13+2       | CN              | 1               | 0               | -                  | -                  | -                  | -          | -          | -          | 33     | 15     |
| Totale Start   | Totale Start   | Totale Start   | 46+3       | 14+2       |                 | 5               | 3               |                    | -                  | -                  |            | -          | -          | 54     | 19     |
| Totale         | Totale         | Totale         | 185+3      | 40+2       |                 | 10+             | 4+              |                    | -                  | -                  |            | -          | -          | 195+3+ | 46+    |

### Cronologia presenze e reti in nazionale
| Cronologia completa delle presenze e delle reti in nazionale ― Islanda | Cronologia completa delle presenze e delle reti in nazionale ― Islanda | Cronologia completa delle presenze e delle reti in nazionale ― Islanda | Cronologia completa delle presenze e delle reti in nazionale ― Islanda | Cronologia completa delle presenze e delle reti in nazionale ― Islanda | Cronologia completa delle presenze e delle reti in nazionale ― Islanda | Cronologia completa delle presenze e delle reti in nazionale ― Islanda | Cronologia completa delle presenze e delle reti in nazionale ― Islanda |
| Data                                                                   | Città                                                                  | In casa                                                                | Risultato                                                              | Ospiti                                                                 | Competizione                                                           | Reti                                                                   | Note                                                                   |
| ---------------------------------------------------------------------- | ---------------------------------------------------------------------- | ---------------------------------------------------------------------- | ---------------------------------------------------------------------- | ---------------------------------------------------------------------- | ---------------------------------------------------------------------- | ---------------------------------------------------------------------- | ---------------------------------------------------------------------- |
| 31-1-2016                                                              | Carson                                                                 | Stati Uniti                                                            | 3 – 2                                                                  | Islanda                                                                | Amichevole                                                             | 1                                                                      |                                                                        |
| 10-1-2017                                                              | Nanning                                                                | Cina                                                                   | 0 – 2                                                                  | Islanda                                                                | Amichevole                                                             | 1                                                                      | 73’                                                                    |
| 15-1-2017                                                              | Nanning                                                                | Islanda                                                                | 0 – 1                                                                  | Cile                                                                   | Amichevole                                                             | -                                                                      | 66’                                                                    |
| 8-2-2017                                                               | Las Vegas                                                              | Messico                                                                | 1 – 0                                                                  | Islanda                                                                | Amichevole                                                             | -                                                                      | 78’                                                                    |
| 28-3-2017                                                              | Dublino                                                                | Irlanda                                                                | 0 – 1                                                                  | Islanda                                                                | Amichevole                                                             | -                                                                      | 65’                                                                    |
| 14-1-2018                                                              | Giacarta Centrale                                                      | Indonesia                                                              | 1 – 4                                                                  | Islanda                                                                | Amichevole                                                             | -                                                                      |                                                                        |
| 8-1-2023                                                               | Albufeira                                                              | Estonia                                                                | 1 – 1                                                                  | Islanda                                                                | Amichevole                                                             | -                                                                      | 75’                                                                    |
| 12-1-2023                                                              | Faro                                                                   | Svezia                                                                 | 2 – 1                                                                  | Islanda                                                                | Amichevole                                                             | -                                                                      | 72’                                                                    |
| Totale                                                                 |                                                                        | Presenze                                                               | 8                                                                      |                                                                        | Reti                                                                   | 2                                                                      |                                                                        |

## Palmarès

### Club

#### Competizioni nazionali
- Division 1B: 1

Union Saint-Gilloise: 2020-2021